# حرائق النخيل في السودان

## الولاية الشمالية
الولاية الشمالية من الولايات الرئيسية في السودان التي يزرع فيها النخيل في مساحات واسعة ويعتبر محصول التمور في الولاية المحصول الرئيس لسكان الولاية.

### الإنتاج
تعتبر الولاية الشمالية المساهم الرئيس في إنتاج البلح (التمور) بأنواعها في السودان وفقا لتقديرات رسمية، أن إنتاج التمور السنوي يقدر بأكثر من 43 طن متري من تمور الجمهورية السودانية.

#### أنواع التمور
يتم زراعة كل أنواع التمور بالولاية بداية من (القنديلة والعجوة والبركاوي والجاو وإبت تمودة(اسماء من اللغة النوبية لانواع التمور المختلفة وغيرها من أنواع التمور).

##### السكان
يعتمد السكان في الولاية  الشمالية على عائد المحصول في تسيير حياتهم المعيشية خاصة ان زراعة التمور هي مهنتهم الرئيسية.

### حرائق النخيل
في الاعوام السابقة انتشرت حرائق النخيل بالولاية، وقضت النيران على الآلاف من شجر النخيل وتكبد المزراعون خسائر فادحة بسبب الحرائق المتكررة وبلغت الخسارات، بسبب حريق المحاصيل وفقدان المزراعين للمحصول اكتر من 7 مليارات الجنيهات حسب رأي الحكومة السودانية ممثلة في حكومة الولاية الشمالية وبالمقابل يقدر المزراعين خساراتهم بمبلغ يتجاوز 40 مليار جنيه.

#### اسباب الحرائق
وكانت شرطة الدفاع المدنى بالولاية الشمالية قد اعلنت عن تقديرات خسائر حرائق النخيل، في عدد من مناطق الولاية خلال العشرة سنوات الاخيرة وقالت ان الخسارة بلغت 41 مليون و728 الف و800 جنيه، بينما بلغت القيمة المادية التي تمت حمايتها 442 مليون 705 الف و304 جنيه.
وكشف  مدير إدارة الدفاع المدنى بالولاية العقيد إبراهيم طه الشوش خلال ورقته التي قدمها في ورشة «ظاهرة حرائق النخيل» عن ارتفاع نسبة الحرائق خلال السنوات العشرة الاخيرة إلى 375٪.
وقال ان الحرائق خلال عام 2007 بلغت 53 حريق لتصل بنهاية العام 2016 إلى 186 حريقاً، بمتوسط 116 بلاغ سنوي، وقال ان عدد اشجار النخيل المحترقة وصل إلى مايقارب مليون و390 الف نخله من جمله 3840150 بنسبه 36٪، وارجع اسباب الحريق لعدم النظافة الدورية بجانب العوامل الطبيعية. 